# Eucarida
De Eucarida vormen een superorde van de Malacostraca.
Er zijn drie ordes, waarvan de tienpotigen of Decapoda het bekendst is, hiertoe behoren de meeste dieren die leken als kreeftachtigen bestempelen, waaronder de kreeften, krabben, garnalen.
De tweede orde, Euphausiacea, bevat soorten kreeftachtigen die krill worden genoemd, deze blijven vaak kleiner maar vormen een belangrijke voedselbron voor veel grotere zeedieren. De aantallen zijn soms zo groot dat de krillmassa's vanuit de ruimte zijn te zien.
De derde orde, Amphionidacea, is bijzonder omdat er maar één soort kreeftachtige is die ertoe behoort; Amphionides reynaudii. Deze soort wijkt vooral af omdat bepaalde lichaamsdelen, zoals de monddelen, sterk zijn gereduceerd of zelfs ontbreken.

## Orden
- Euphausiacea Dana, 1852 (Krill)
- Amphionidacea Williamson, 1973
- Decapoda Latreille, 1802 (Tienpotigen)